# Dude Ranch
Dude Ranch è il secondo album in studio del gruppo musicale pop punk statunitense Blink-182, pubblicato il 17 giugno 1997 dalla Cargo Music/MCA Records.

## Descrizione
Si tratta dell'ultimo album registrato con il batterista Scott Raynor. I singoli estratti, Dammit e Josie, hanno aiutato il gruppo a guadagnare popolarità; l'album ha venduto oltre un milione di copie ed è stato disco di platino in Australia e disco d'oro negli Stati Uniti e in Canada.

## Tracce
1. Pathetic – 2:28
2. Voyeur – 2:43
3. Dammit – 2:45
4. Boring – 1:41
5. Dick Lips – 2:57
6. Waggy – 3:16
7. Enthused[2] – 2:48
8. Untitled – 2:46
9. Apple Shampoo – 2:52
10. Emo – 2:50
11. Josie – 3:19
12. A New Hope[3] – 3:45
13. Degenerate – 2:28
14. Lemmings – 2:38
15. I'm Sorry – 5:37

## Singoli
- Dammit (Growing Up) (14 ottobre 1997)
- Dick Lips (24 febbraio 1998)
- Josie (20 aprile 1998)
- Apple Shampoo (6 maggio 1998)

## Contenuti
- "A New Hope" è  La canzone si riferisce al film Guerre stellari e parla dell'amore di Mark per la Principessa Leila. Dammit riguarda un'immaginaria rottura tra una ragazza e Mark, che ha affermato di averla scritta in cinque minuti. Mark è protagonista anche di Josie
- Degenerate è una canzone scritta da Tom DeLonge[4], parla di un ubriaco che viene sempre messo in prigione e viene punito dal suo compagno di cella "Ben Dover". Dick Lips si basa su un fatto accaduto realmente a Tom DeLonge; essere espulso da scuola per essere andato ad una partita di basket ubriaco.

## Formazione
- Tom DeLonge – chitarra, voce
- Mark Hoppus – basso, voce
- Scott Raynor – batteria, percussioni